# Kompetenzzentrum für das Kassen- und Rechnungswesen des Bundes
Kompetenční centrum pro Spolkovou pokladnu a účetnictví (německy Kompetenzzentrum für das Kassen- und Rechnungswesen des Bundes; KKR) je spolkový úřad v působnosti Spolkového ministerstva financí SRN.
Kompetenční centrum bylo založeno 1. ledna 2006 jako nástupce Hlavní spolkové pokladny (Bundeshauptkasse). Je přímo podřízeno prezidentovi Spolkového finančního ředitelství Západ (Bundesfinanzdirektion West).
Kompetenční centrum vykonává ústřední pokladní dohled nad oběma spolkovými pokladnami v Trevíru a Halle (Saale). Kromě toho je spolkovým úřadem odpovědným za přípravu rozpočtových a majetkových účtů Spolkového ministerstva financí a za vedení výdajových účtů. Mimo to se podílí také na zpracování platebních transakcí mezi spolkovými pokladnami a bankou Deutsche Bundesbank a Postbank. Dalším je nasazení automatizovaného systému (postupu) pro rozpočet, pokladny a účetnictví, jakož i dílčí postupy pro plánování a kontrolu rozpočtových příjmů.